# Джамаль Мослі
Джамаль Мослі (англ. Jamahl Mosley; нар. 6 жовтня 1978) — американський професійний баскетбольний тренер, який є головним тренером команди НБА «Орландо Меджик».

## Кар'єра гравця
Мослі грав у баскетбол у коледжі за «Колорадо Баффало», а в 2000 році входив до третьої команди All-Big 12. Він розпочав свою кар'єру в Мексиці з Petroleros de Salamanca в 2001 році, перш ніж приєднатися до Victoria Titans Австралійської національної баскетбольної ліги (NBL) і був визнаний найкращим шостим чоловіком ліги в 2002 році.[2] Мослі підписав контракт з Baloncesto Leon у 2003 році і грав там один сезон. Він розділив сезон 2004–05 з Коріхайтом у Фінляндії та Seoul Samsung Thunders у Південній Кореї, де він завершив свою ігрову кар'єру.

## Кар'єра тренера
Мослі приєднався до «Денвер Наггетс» як тренер з розвитку гравців і скаут у 2005 році. У 2007 році його підвищили до помічника тренера. Мослі працював помічником тренера «Клівленд Кавальерс» з 2010 по 2014 рік. Він приєднався до «Даллас Маверікс» як помічник тренера у 2014 році. Мослі став координатором оборони «Маверікс» у 2018 році і відповідав за оборонні стратегії команди.
11 липня 2021 року Мослі був призначений головним тренером «Орландо Меджик».